# Klaus Balkenhol
Klaus Balkenhol (Velen, 6 de dezembro de 1939) é um adestrador  alemão, bicampeão olímpico. 

## Carreira
Klaus Balkenhol representou seu país nos Jogos Olímpicos de 1992 e 1996, na qual conquistou a medalha de ouro no  adestramento por equipes em 1992 e 1996. 